# سیارک ۴۲۴۱
سیارک ۴۲۴۱ (به انگلیسی: 4241 Pappalardo، نامگذاری:1981EX46) چهار هزار و دویست و چهل و یکمین سیارک کشف شده‌است که در ۲ مارس ۱۹۸۱ کشف شد.
قدر مطلق سیارک برابر ۱۴٫۹۰ است.